# Épopée vers l'Ouest - La Légende du singe roi
Épopée vers l'Ouest - La Légende du singe roi (Journey to the West – Legends of the Monkey King / 西游记) est une série d'animation sino-canadienne en 26 épisodes de 22 minutes produite par China Central Television et Cinar, basée sur le roman de Wu Cheng'en, La Pérégrination vers l'Ouest, et diffusée à partir du 11 mars 2000 sur Teletoon et Télétoon.

## Synopsis
L'histoire se passe dans la Chine ancienne, un monde magique peuplé de monstres, de sorcières et autres créatures en tout genre. Un singe, né d'une pierre magique, est emprisonné sous une montagne pendant cinq siècles pour ses méfaits. Un jour, le moine Tripikata le libéra. Les deux amis entreprirent un voyage à la recherche des livres de la sagesses. Plus tard, il se firent accompagner de deux nouveaux compagnons, le pourceau et le torrent. Ensemble, ils firent face à d'autres dangers et créatures maléfiques.